# Walter Leonardi
Walter Leonardi (Saltillo, 15 dicembre 1966) è un attore e regista italiano.

## Teatrografia
- Mefistofele (1994)
- L'historie du soldat (1995)
- La nascita della tragedia (1996)
- Risvegli (1997)
- Il processo (1999-2000)
- Come un frigo, ovvero vuoto (2003-2004)
- C.C.A. Cinici Comici Acrobatici, regia di Paolo Rossi (2004)
- Milano 70 allora, regia di Paolo Trotti (2005)
- Dio mercato (2007)
- Dio mercato Corus, interpretato e con la regia di Leonardi (2008)
- A-Men, interpretato e con la regia di Leonardi (2014)
- Barabba - Corso di sopravvivenza ala paese reale (2022)
- Quella volta che mia zia fece scappare Matteotti (2025)

## Filmografia

### Cinema
- Paparazzi, regia di Neri Parenti (1998)
- Cucciolo, regia di Neri Parenti (1998)
- A cavallo della tigre, regia di Carlo Mazzacurati (2002)
- La luna su Torino, regia di Davide Ferrario (2013)
- La zuppa del demonio – documentario (2014)
- La solita commedia - Inferno, regia di Fabrizio Biggio, Francesco Mandelli e Martino Ferro (2015)
- Crushed Lives - Il sesso dopo i figli, regia di Alessandro Colizzi (2015)
- Solo per il weekend, regia di Gianfranco Gaioni (2016)
- Contro l'ordine divino (Die göttliche Ordnung), regia di Petra Volpe (2017)
- Made in Italy, regia di Luciano Ligabue (2018)
- Si muore tutti democristiani, regia de Il Terzo Segreto di Satira (2018)
- Comedians, regia di Gabriele Salvatores (2021)
- Il ritorno di Casanova, regia di Gabriele Salvatores (2023)
- I soliti idioti 3 - Il ritorno, regia di Francesco Mandelli, Fabrizio Biggio e Martino Ferro (2024)
- Zamora, regia di Neri Marcorè (2023)

### Televisione
- Scatafascio – programma satirico, 16 puntate (1997-1998)
- Nebbia in Valpadana – serie TV, episodio 1x07 (2000)
- Distretto di Polizia 2 – serie TV (2001)
- Bradipo – sitcom, 12 episodi (2001)
- Mmmhh! (2002)
- Life Bites - Pillole di vita – sitcom, 545 episodi (2007-2013)
- Sketch Up – programma televisivo, 6 episodi (2011)
- Le mani dentro la città – serie TV, 12 episodi (2014)
- Maggie & Bianca Fashion Friends – serie TV, 78 episodi (2016-2017)
- Non uccidere – serie TV, episodio 1x08 (2016)
- Before Pintus (2021)